# Serra de la Senyora
La Serra de la Senyora és una muntanya de 493 metres que es troba al municipi d'Artesa de Segre, a la comarca catalana de la Noguera.